# Перович, Марко
Ма́рко Пе́рович (серб. Marko Perović / Марко Перовић; 11 января 1984, Приштина, СФРЮ) — сербский футболист, нападающий.

## Карьера

### Клубная
Воспитанник ФК «Приштина». В 2000 году начал свою карьеру в команде «Црвена звезда», в составе которой отыграл 7 лет, проведя там 90 игр и забив 10 голов. Отправлялся в аренду в команду «Единство» из Уба, а на исходе контракта с «красно-белыми» отыграл один сезон на правах аренды в «Базеле», с которым вскоре и подписал контракт. В составе швейцарского клуба выиграл чемпионат и кубок страны, но из-за разногласий с тренером покинул вскоре стан «Базеля» и уехал за океан в США.

### В сборной
В сборной до 21 года сыграл 20 матчей и забил 9 голов. Мог поехать на молодёжный Евро-2007, но из-за травмы пропустил турнир. В состав сборной для Олимпиады-2008 также не попал.

## Достижения
- Чемпион Сербии (3): 2003/04, 2005/06, 2006/07
- Обладатель Кубка Югославии: 2004, 2006
- Обладатель Кубка Сербии: 2006/07
- Чемпион Швейцарии: 2007/08
- Обладатель Кубка Швейцарии: 2007/08
- Обладатель Кубка Uhrencup: 2008